# Linha 4 do Metropolitano do Rio de Janeiro
A Linha 4 – Amarela é uma linha do metrô do Rio de Janeiro que conecta a estação General Osório / Ipanema , na zona sul do Rio, à estação Jardim Oceânico / Barra da Tijuca, localizada na Barra da Tijuca, na zona oeste. Passa pelos bairros de Ipanema, Leblon, São Conrado e futuramente com a Gávea, até então servidos por ônibus através dos serviços Metrô na Superfície e Barra Expresso, extintos após a inauguração da linha.
A Linha 4 possui capacidade para transportar mais de 300 mil passageiros por dia, ligando Estação General Osório / Ipanema à Estação Jardim Oceânico / Barra da Tijuca em 15 minutos. A Linha 4 foi inaugurada antes do início dos Jogos Olímpicos de Verão de 2016 juntamente com as cinco estações — Jardim Oceânico / Barra da Tijuca, São Conrado, Antero de Quental / Leblon, Nossa Senhora da Paz / Ipanema e Jardim de Alah / Leblon.
O custo do projeto para a construção dos 16 quilômetros da Linha 4 foi estimado em R$ 8,5 bilhões, sendo R$ 7,5 bilhões do tesouro estadual, da União e de financiamentos, e R$ 1 bilhão do consórcio Rio Barra, responsável pelas obras, por meio da compra de material rodante, equipamentos de segurança e sinalização. Um conjunto de 15 novos trens foi comprado para ser utilizado na linha, que é operada pela concessionária MetrôRio.

## História

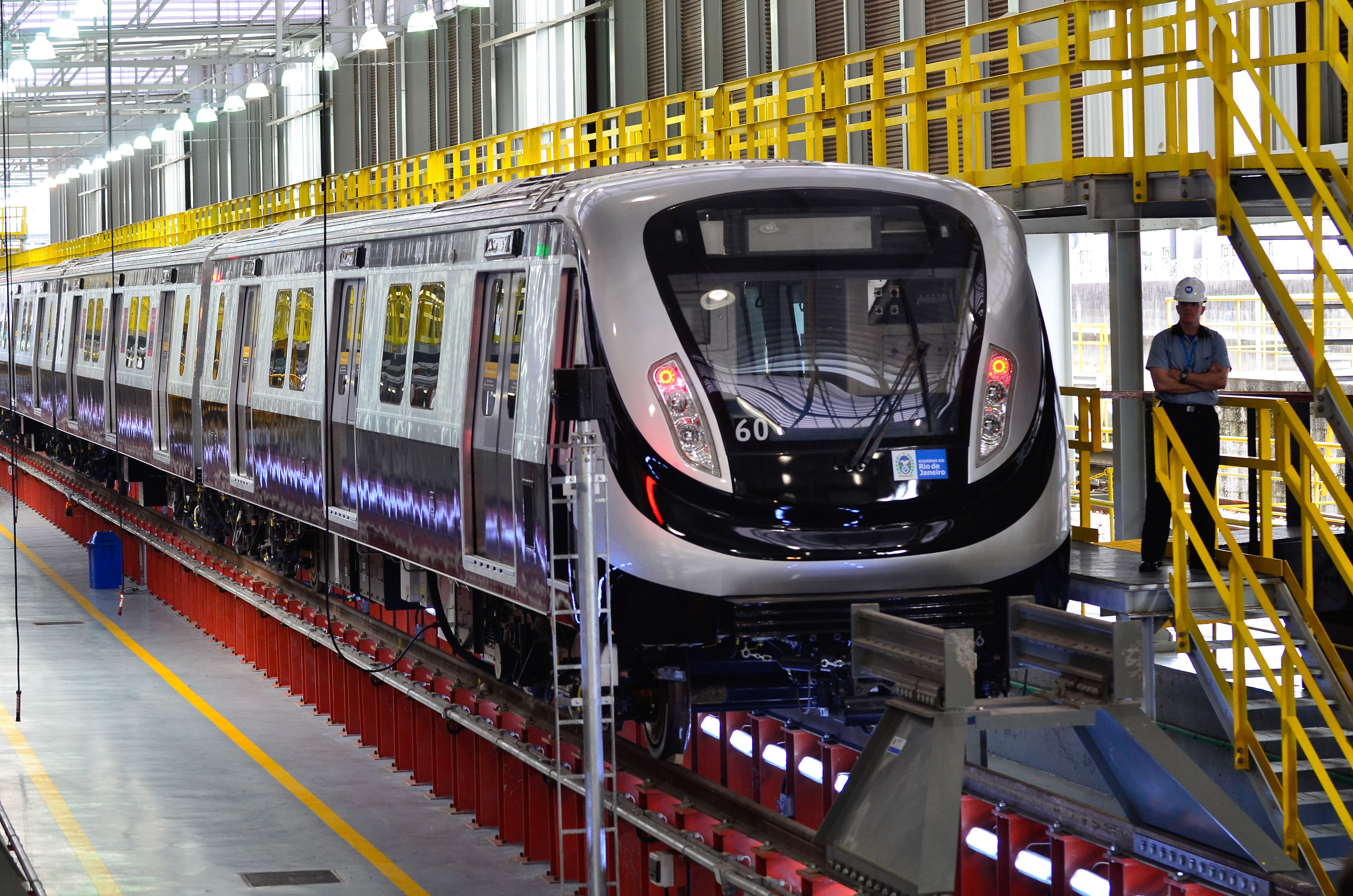
Trem da linha 4 do metrô do Rio de Janeiro, apresentado em 05/02/2015. Foto: Tânia Rego/Agência Brasil

As obras da Linha 4 do metrô do Rio de Janeiro foram inauguradas na Barra da Tijuca, no dia 20 de março de 2010. As escavações propriamente ditas começaram no dia 26 de junho de 2010, com a perfuração do Morro do Focinho do Cavalo, parte integrante do Maciço da Tijuca. Os trabalhos prosseguiram apenas na etapa Barra - Gávea até julho de 2012, quando foi iniciada a sondagem do solo no trecho Gávea - General Osório / Ipanema, cujos primeiros canteiros foram instalados em outubro do mesmo ano O último canteiro de obras a ser instalado foi o da estação Gávea, em julho de 2013.
No dia 23 de fevereiro de 2013, as estações Cantagalo / Copacabana e General Osório / Ipanema da Linha 1 foram temporariamente fechadas para que as obras pudessem prosseguir. A estação Cantagalo / Copacabana foi reaberta menos de um mês depois, operando somente por meio de um serviço especial que partia da estação Siqueira Campos / Copacabana, temporariamente transformada em estação terminal da Linha 1. Essa operação durou até o 11 de dezembro de 2013, uma quarta-feira, quando a estação Cantagalo / Copacabana voltou a receber os trens que circulavam no restante da linha. No domingo seguinte, 15 de dezembro, a estação General Osório / Ipanema foi reaberta e voltou a funcionar como ponto final da Linha 1.
O túnel de 5 km entre as estações São Conrado e Jardim Oceânico / Barra da Tijuca, o mais extenso túnel entre estações de metrô do mundo, foi concluído no dia 9 de dezembro de 2013.
O trecho General Osório / Ipanema - Gávea, de 5 km de extensão, está sendo escavado por meio de uma TBM "Tunnel Boring Machine", fabricante Herrenknecht, Alemanha, tuneladora, equipamento chamado no Brasil de tatuzão. A máquina, que perfura de 15 a 18 metros de túnel diários, começou a operar no dia 23 de dezembro de 2013.
A Linha 4 do Metrô foi inaugurada em 30 de julho de 2016, com as presenças do presidente interino Michel Temer, do governador Luís Fernando Pezão, além do prefeito Eduardo Paes. Porém, só foi aberta à população em geral no dia 17 de setembro, quando se encerraram os Jogos Paralímpicos de 2016 e durante essas competições, o acesso a linha 4 era exclusivo de quem possuía um ingresso para os Jogos Olímpicos ou fazia parte da família olímpica.
Em março de 2017, ela passou a ser interligada com a linha 1 através da estação General Osório / Ipanema, eliminando assim, a necessidade de baldeação. Nessa configuração, o tempo total de viagem entre as estações terminais das duas linhas é de aproximadamente 50 minutos.
Em agosto de 2022, as estações General Osório, Nossa Senhora da Paz, Jardim de Alah, Antero de Quental e Jardim Oceânico ganharam sufixos com os nomes dos bairros aonde elas se localizam.

## Trajeto

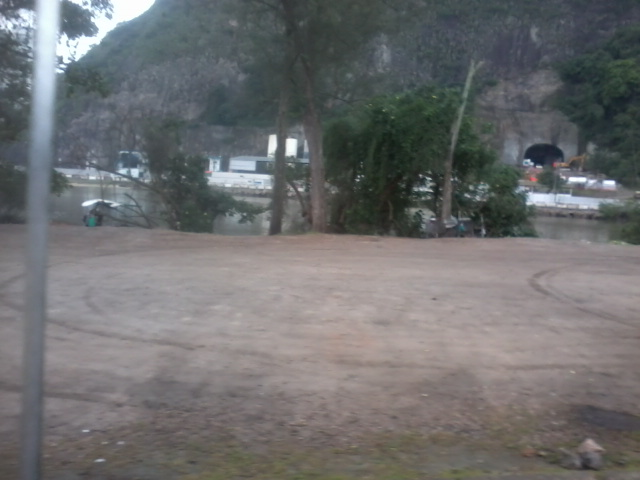
No canto superior direito, embocadura do túnel no Morro do Focinho do Cavalo, próximo à estação Jardim Oceânico / Barra da Tijuca, em junho de 2012

Inicialmente, pensou-se em fazer a ligação à Barra da Tijuca a partir de Botafogo, passando por Jardim Botânico e Gávea. Porém, durante a inauguração do canteiro de obras da Linha 1A, na Cidade Nova, o governador Sérgio Cabral Filho afirmou que o novo projeto do Estado para a linha 4 seria fazer o trajeto Jardim Oceânico / Barra da Tijuca - General Osório / Ipanema:
| “ | A linha 4 vai sair do papel. Mas, para mim, a concessão dada há 10 anos é um equívoco e não há chances de se fazer o traçado original (que previa que o percurso começaria no Morro São João, em Botafogo). Nele, o usuário teria que pagar R$ 6,20 para depois pagar mais 2,20 na linha 1. Seria o metrô mais caro do mundo, o que não tem cabimento. Então, o Estado vai bancar a construção dentro de um traçado que nos interessa. O original, via Humaitá e Botafogo, previa 160 mil passageiros por dia, enquanto o nosso prevê 280 mil passageiros diariamente, com um custo muito mais barato. Será a integração da Zona Sul com Barra, Jacarepaguá e Recreio e, ao mesmo tempo, da Barra, Jacarepaguá e Recreio não só com a Zona Sul, mas também com o Centro da cidade. | ” |

A Estação Gávea estava sendo construída de modo a operar com duas linhas. A ideia seria que o sistema se prolongasse com estações nos bairros do Jardim Botânico, Humaitá e Laranjeiras em direção ao Centro. O projeto contudo, acabou sendo adiado, em razão das dificuldades financeiras que o Estado do Rio de Janeiro estava passando. E a segunda linha da Estação Gávea, era ligar está, por baixo do maciço do Corcovado, até a Estação Uruguai / Tijuca, fechando o que seria o primeiro anel metroviário na cidade do Rio de Janeiro.

## Estações
As seis novas estações foram construídas em cinco bairros das zonas Sul e Oeste.
| Trigrama[carece de fontes?] | Estação                           | Inauguração                   | Integração                                                         | Plataformas        | Posição     | Notas \| Arredores                                                                                               | Bairro                     |
| --------------------------- | --------------------------------- | ----------------------------- | ------------------------------------------------------------------ | ------------------ | ----------- | --- | -------------------------- |
| GOS                         | General Osório / Ipanema          | 2009 (Linha 1) 2016 (Linha 4) | Transferência para a Linha 2 (em alguns fins de semana e feriados) | Laterais e Central | Subterrânea | Parque Garota de Ipanema, Praia de Ipanema, Complexo Rubem Braga                                                 | Entre Ipanema e Copacabana |
| NSP                         | Nossa Senhora da Paz / Ipanema    | 2016                          |                                                                    | Laterais           | Subterrânea | Igreja N. Sra. da Paz, Praça N. Sra. da Paz, Praia de Ipanema                                                    | Entre Ipanema e Copacabana |
| JAH                         | Jardim de Alah / Leblon           | 2016                          |                                                                    | Laterais           | Subterrânea | Jardim de Alah, Lagoa Rodrigo de Freitas, Shopping Leblon, Rio Design Leblon                                     | Leblon                     |
| AQT                         | Antero de Quental / Leblon        | 2016                          | Metrô na Superfície                                                | Laterais           | Subterrânea | Praça Antero de Quental, Avenida Bartolomeu Mitre                                                                | Leblon                     |
| GAV                         | Gávea                             |                               |                                                                    |                    | Subterrânea | PUC-Rio, Shopping da Gávea, Planetário do Rio de Janeiro, Hospital Municipal Miguel Couto                        | Gávea                      |
| SCO                         | São Conrado                       | 2016                          |                                                                    | Central            | Subterrânea | São Conrado Fashion Mall, Praia de São Conrado, Rocinha                                                          | São Conrado                |
| JOC                         | Jardim Oceânico / Barra da Tijuca | 2016                          | BRT TransOeste                                                     | Laterais           | Subterrânea | Shopping Barra Point, Praia do Pepê, Praça Prof. José Bernardino, Delegacia da Barra, sub-bairro Jardim Oceânico | Barra da Tijuca            |

### Detalhes
- Ipanema
  - General Osório / Ipanema - A Estação General Osório / Ipanema foi duplicada, agora sendo duas estações independentes. A antiga plataforma da Linha 1 recebe os trens da Linha 2, enquanto que a plataforma da Linha 4 se juntou com a Linha 1, formando duas linhas interligadas. A nova expansão da estação possui um acesso à Lagoa Rodrigo de Freitas.
  - Estação Nossa Senhora da Paz / Ipanema - Construída na praça de mesmo nome, na região central de Ipanema. Os dois acessos foram construídos fora da área gradeada da praça, próximos às esquinas das ruas Maria Quitéria e Joana Angélica com a rua Visconde de Pirajá.[26]
- Leblon
  - Estação Jardim de Alah / Leblon - Teria quatro acessos junto ao parque homônimo e ao Shopping Leblon, mas só foram construídos e inaugurados dois.
  - Estação Antero de Quental / Leblon - Construída na praça que lhe dá nome, com acessos localizados nas ruas Bartolomeu Mitre e Ataulfo de Paiva.[25]
- Gávea
  - Estação Gávea - Ficará próxima à PUC-Rio e está sendo construída com duas plataformas paralelas de trilhos independentes, de modo que no futuro possa abrigar outra linha do metrô, abrindo espaço para a construção da Linha 5.[27] Esta estação não ficou pronta para os Jogos Olímpicos e devido à crise financeira do estado do Rio de Janeiro, a estação não tem previsão de conclusão e de inauguração.
- São Conrado
  - Estação São Conrado - Tem três acessos no início do bairro, próximos à Rocinha.
- Jardim Oceânico
  - Estação Jardim Oceânico / Barra da Tijuca - Fica no início da Barra da Tijuca, sob a Av. Armando Lombardi, na altura do Shopping Barra Point. Terá um acesso de cada lado da avenida, além de um para a estação do BRT TransOeste.[25]

## Passageiros transportados
| 2016                                                                                      | 5 819 000  |
| 2017                                                                                      | 26 041 000 |
| 2018                                                                                      | 30 527 000 |
| 2019                                                                                      | 35 668 000 |
| 2020                                                                                      | 16 301 000 |
| 2021                                                                                      | 17 242 000 |
| 2022                                                                                      | 25 146 000 |
| 2023                                                                                      | 28 438 000 |
| Notas: - a - Recorde de passageiros Fonte: - Data Rio/Instituto Pereira Passos: 1995-2023 |            |